# 데이터 암호화 표준

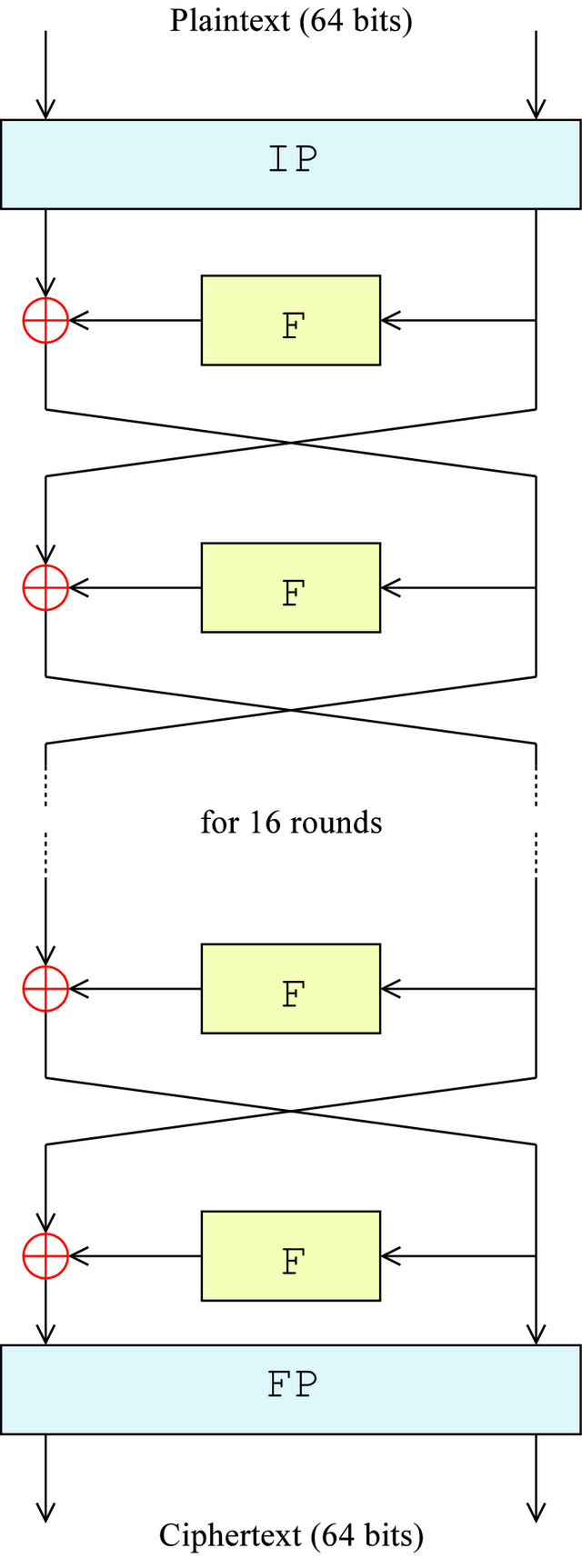
DES의 전체 구조. IP와 FP는 서로 반대되는 순열이다. F 함수의 구조는 아래 그림에 나와 있다.

데이터 암호화 표준(Data Encryption Standard, DES)은 블록 암호의 일종으로, 미국 NBS (National Bureau of Standards, 현재 NIST)에서 국가 표준으로 정한 암호이다. DES는 대칭키 암호이며, 56비트의 키를 사용한다.

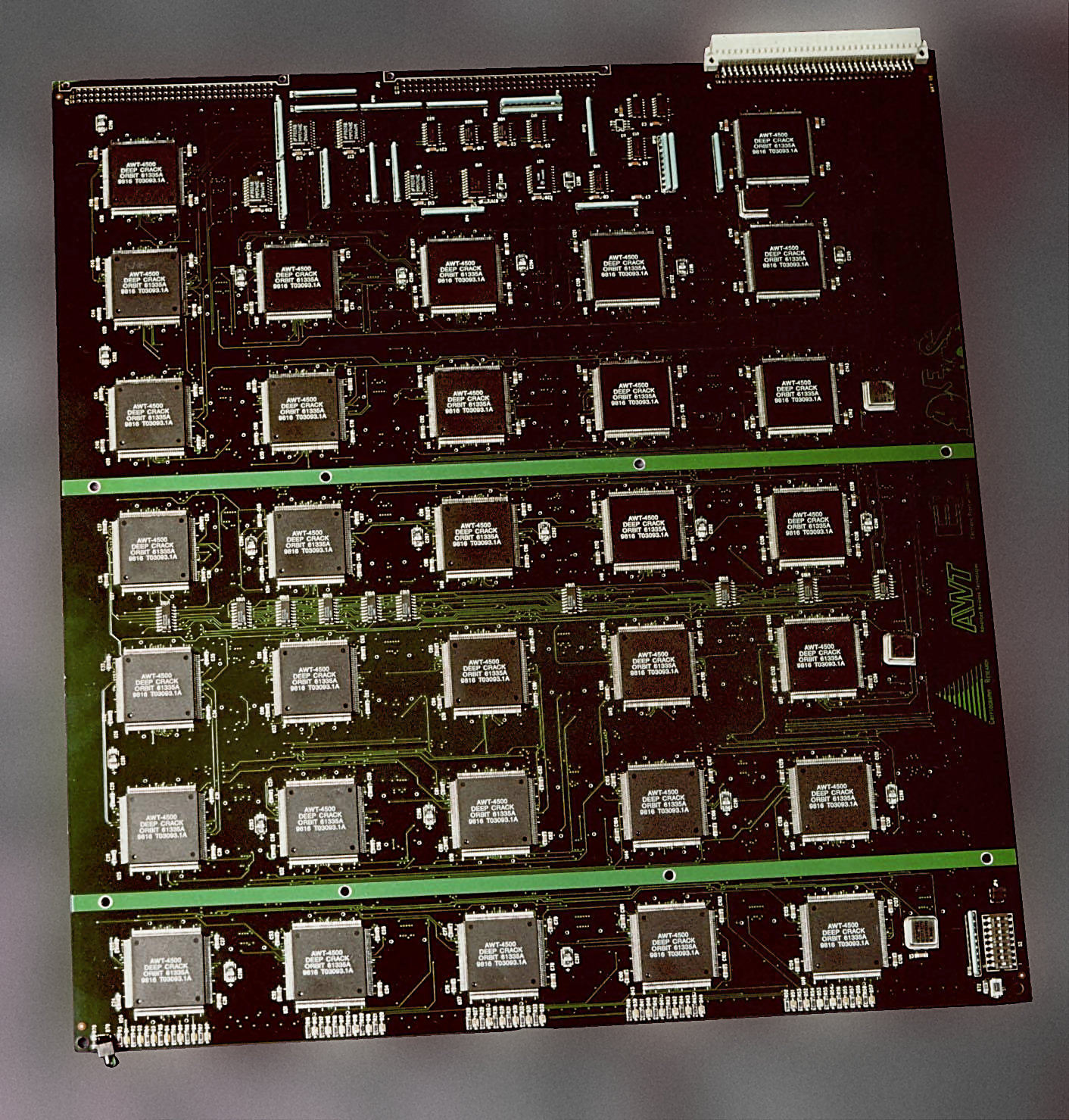
EFF에서 제작한 DES 무차별 대입 공격 하드웨어.

DES는 현재 취약한 것으로 알려져 있다. 56비트의 키 길이는 현재 컴퓨터 환경에 비해 너무 짧다는 것이 하나의 원인이며, DES에 백도어가 포함되어 있어 특수한 방법을 사용하면 정부 기관에서 쉽게 해독할 수 있을 것이라는 주장도 제기되었다. 1998년에 전자 프론티어 재단(EFF)에서는 56시간 안에 암호를 해독하는 무차별 대입 공격 하드웨어를 만들었으며, 1999년에는 22시간 15분 안에 해독하는 하드웨어를 만들었다.
DES를 세 번 반복해서 사용하는 Triple-DES는 DES에 비해 안전한 것으로 알려져 있으며, 또한 현재는 DES 대신 AES(Advanced Encryption Standard)가 새 표준으로 정해져 사용되고 있다.

## 역사
1972년에 미국 NBS (National Bureau of Standards, 오늘날의 NIST)는 암호 기술의 필요성을 절감하고 미국 정부 규모의 표준적인 암호 알고리즘을 개발하기로 했다. 이에 1974년 8월 27일, IBM에서 루시퍼 암호 알고리즘을 제안했고, 이를 수정하여 1975년 3월 17일에 DES를 발표했다..

## 대체 암호
2001년에 NIST는 공모전을 통해 새로운 암호 기술 표준을 정하기로 발표했다. 여러 차례의 심사 결과, 다섯 가지의 최종 후보 중에서 Rijndael이 AES로 최종 선택되었다.

## 같이 보기
- 트리플 DES